# Фермелан
Фермела́н (порт. Fermelã; МФА: [fɨɾ.mɨ.ˈɫɐ̃]) — колишня парафія в Португалії, в муніципалітеті Ештаррежа. Перебувала у складі округу Авейру.  Входила до регіону Центр. За старим адміністративним поділом, що був чинним до 1976 року, територія парафії належала провінції Берегова Бейра.  Ліквідована 28 січня 2013 року. Увійшла до складу парафії Канелаш і Фермелан. Площа парафії — 12,35 км², населення — 1332 ос. (2011), густота населення — 107,85 осіб/км²
. Патрон — святий Михаїл. Поштовий індекс — 3864. Код  — 010804.

## Географія

Ештаррежа (2013)
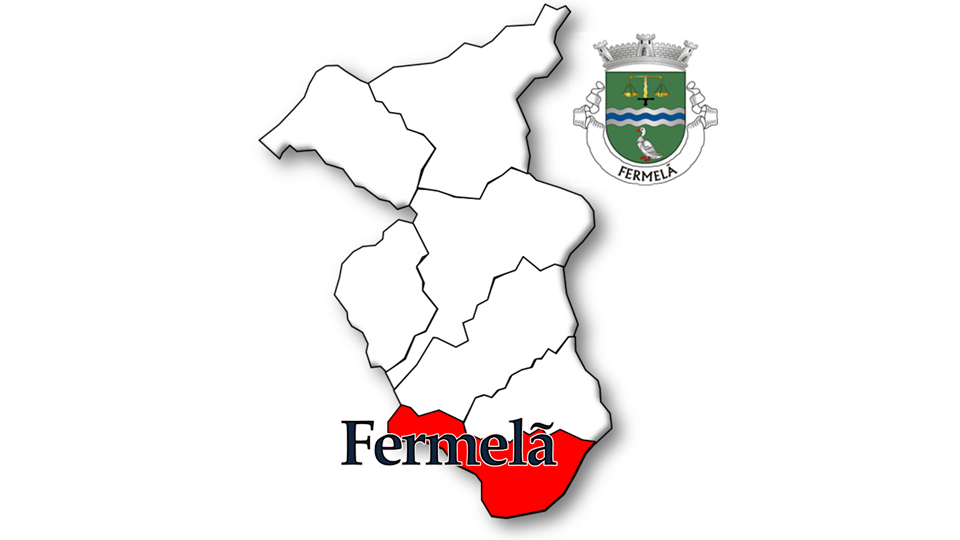
Фермелан

## Населення
| Кількість мешканців | Кількість мешканців | Кількість мешканців | Кількість мешканців | Кількість мешканців | Кількість мешканців | Кількість мешканців | Кількість мешканців | Кількість мешканців | Кількість мешканців | Кількість мешканців | Кількість мешканців | Кількість мешканців | Кількість мешканців | Кількість мешканців |
| ------------------- | ------------------- | ------------------- | ------------------- | ------------------- | ------------------- | ------------------- | ------------------- | ------------------- | ------------------- | ------------------- | ------------------- | ------------------- | ------------------- | ------------------- |
| 1864                | 1878                | 1890                | 1900                | 1911                | 1920                | 1930                | 1940                | 1950                | 1960                | 1970                | 1981                | 1991                | 2001                | 2011                |
| 1.709               | 1.626               | 1.470               | 1.489               | 1.444               | 1.415               | 1.432               | 1.331               | 1.304               | 1.359               | 1.300               | 1.535               | 1.580               | 1.482               | 1.332               |